# Liste der Staatsoberhäupter 1903
Übersicht
◄◄ | ◄ | 1899 | 1900 | 1901 | 1902 | Liste der Staatsoberhäupter 1903 | 1904 | 1905 | 1906 | 1907 | ► | ►►

Weitere Ereignisse

## Afrika
- Ägypten (1882–1914 nominell Bestandteil des osmanischen Reiches, de facto britisches Protektorat)
  - Staatsoberhaupt: Khedive Abbas II. (1892–1914)
  - Regierungschef: Ministerpräsident Mustafa Fahmi Pascha (1891–1893, 1895–1908)
  - Britischer Generalkonsul: Evelyn Baring, 1. Earl of Cromer (1883–1907)

- Äthiopien
  - Staats- und Regierungschef: Kaiser Menelik II. (1898–1913)

- Liberia
  - Staats- und Regierungschef: Präsident Garretson W. Gibson (1900–1904)

## Amerika

### Nordamerika
- Kanada
  - Staatsoberhaupt: König Eduard VII. (1901–1910)
    - Generalgouverneur: Gilbert Elliot-Murray-Kynynmound, 4. Earl of Minto (1898–1904)

  - Regierungschef: Premierminister Wilfrid Laurier (1896–1911)

- Mexiko
  - Staats- und Regierungschef: Präsident Porfirio Díaz (1876–1880, 1884–1911)

- Vereinigte Staaten von Amerika
  - Staats- und Regierungschef: Präsident Theodore Roosevelt (1901–1909)

### Mittelamerika
- Costa Rica
  - Staats- und Regierungschef: Präsident Ascensión Esquivel Ibarra (1902–1906)

- Dominikanische Republik
  - Staats- und Regierungschef:
    - Präsident Horacio Vásquez (1899, 1902–23. April 1903, 1924–1930)
    - Präsident Alejandro Woss y Gil (1885–1887, 23. April 1903–24. November 1903)
    - Präsident Carlos Felipe Morales (24. November 1903–1906)

- El Salvador
  - Staats- und Regierungschef:
    - Präsident Tomás Regalado (1898–1. März 1903)
    - Präsident Pedro José Escalón (1. März 1903–1907)

- Guatemala
  - Staats- und Regierungschef: Präsident Manuel José Estrada Cabrera (1898–1920)

- Haiti
  - Staats- und Regierungschef: Präsident Pierre Nord Alexis (1902–1908)

- Honduras
  - Staats- und Regierungschef:
    - Präsident Terencio Sierra (1899–1. Februar 1903)
    - Präsident Juan Ángel Arias (1. Februar 1903–13. April 1903) (bis 18. Februar kommissarisch)
    - Präsident Manuel Bonilla (13. April 1903–1907, 1912–1913)

- Kuba
  - Staats- und Regierungschef: Präsident Tomás Estrada Palma (1976–1877, 1902–1906)

- Nicaragua
  - Staats- und Regierungschef: Präsident José Santos Zelaya (1893–1909)

- Panama (seit 3. November 1903 unabhängig)
  - Staats- und Regierungschef:
    - Präsident Demetrio H. Brid (3. November 1903–4. November 1903, )
    - Präsident der provisorischen Regierungsjunta José Agustín Arango (4. November 1903–1904)

### Südamerika
- Argentinien
  - Staats- und Regierungschef: Präsident Julio Argentino Roca (1880–1886, 1898–1904)

- Bolivien
  - Staats- und Regierungschef: Präsident José Manuel Pando (1899–1904)

- Brasilien
  - Staats- und Regierungschef: Präsident Francisco de Paula Rodrigues Alves (1902–1906)

- Chile
  - Staats- und Regierungschef: Präsident Germán Riesco Errázuriz (1901–1906)

- Ecuador
  - Staats- und Regierungschef: Präsident Leonidas Plaza Gutiérrez (1901–1905, 1912–1916)

- Kolumbien
  - Staats- und Regierungschef: Präsident José Manuel Marroquín (1900–1904)

- Paraguay
  - Staats- und Regierungschef: Präsident Juan Antonio Escurra (1902–1904)

- Peru
  - Staatsoberhaupt:
    - Präsident Eduardo López de Romaña (1899–8. September 1903)
    - Präsident Manuel Candamo (1895, 8. September 1903–1904)

  - Regierungschef:
    - Ministerpräsident José Pardo y Barreda (1902–8. September 1903)
    - Ministerpräsident José Pardo y Barreda (8. September 1903–1904) (1904–1908, 1915–1919 Präsident)

- Uruguay
  - Staats- und Regierungschef:
    - Präsident Juan Lindolfo Cuestas (1897–1899, 1899–1. März 1903)
    - Präsident José Batlle y Ordóñez (1899, 1. März 1903–1907, 1911–1915)

- Venezuela
  - Staats- und Regierungschef: Präsident Cipriano Castro (1899–1909)

## Asien

### Ost-, Süd- und Südostasien
- Bhutan
  - Herrscher: Druk Desi Choley Yeshe Ngodub (1903–1905)

- China
  - Herrscher: Kaiser Guangxu (1875–1908, nominell)
  - Regentin: Kaiserinwitwe Cixi (1898–1908)

- Britisch-Indien
  - Kaiser: Eduard VII. (1901–1910)
  - Vizekönig: George Curzon (1899–1904)

- Japan
  - Staatsoberhaupt: Kaiser Mutsuhito (1852–1912)
  - Regierungschef: Premierminister Marquis Katsura Tarō (1901–1906)

- Korea
  - Herrscher: Kaiser Gojong (1897–1907)

- Nepal
  - Staatsoberhaupt: König Prithvi (1881–1911)
  - Regierungschef: Ministerpräsident Chandra Shamsher Jang Bahadur Rana (1901–1929)

- Siam (heute: Thailand)
  - Herrscher: König Chulalongkorn (1868–1910)

### Vorderasien
- Persien (heute: Iran)
  - Staatsoberhaupt: Schah Mozaffar ad-Din Schah (1896–1907)
  - Regierungschef: Ministerpräsident Haji Mirza Ali Khan Sinaki (1897–?)

### Zentralasien
- Afghanistan
  - Herrscher: Emir Habibullah Khan (1901–1919)

## Australien und Ozeanien
- Australien
  - Staatsoberhaupt: König Eduard VII. (1901–1910)
  - Generalgouverneur:
    1. John Hope (1901 bis 9. Januar 1903)
    2. Hallam Tennyson (9. Januar 1903 bis 1904)

  - Regierungschef:
    1. Premierminister Sir Edmund Barton (1901 bis 24. September 1903)
    2. Premierminister Alfred Deakin (24. September 1903 bis 1904)

- Neuseeland
  - Staatsoberhaupt: König Eduard VII. (1901–1910)
  - Generalgouverneur: Uchter Knox, 5. Earl of Ranfurly (1897–1904)
  - Regierungschef: Premierminister Richard Seddon (1893–1906)

- Tonga
  - Staatsoberhaupt: König George Tupou II. (1893–1918)

## Europa
- Andorra
  - Co-Fürsten:
    - Staatspräsident von Frankreich: Émile Loubet (1899–1906)
    - Bischof von Urgell: Joan Josep Laguarda i Fenollera (1902–1906)

- Belgien
  - Staatsoberhaupt: König Leopold II. (1865–1909)
  - Regierungschef: Ministerpräsident Paul de Smet de Naeyer (1896–1899, 1899–1907)

- Bulgarien
  - Staatsoberhaupt: Fürst Ferdinand I. (1887–1918) (ab 1908 Zar)
  - Regierungschef:
    - Ministerpräsident Stojan Danew (1902–19. Mai 1903, 1913)
    - Ministerpräsident Ratscho Petrow (1901, 19. Mai 1903–1906)

- Dänemark
  - Staatsoberhaupt: König Christian IX. (1863–1906)
  - Regierungschef: Ministerpräsident Johan Henrik Deuntzer (1901–1905)

- Deutsches Reich
  - Staatsoberhaupt: Kaiser Wilhelm II. (1888–1918)
  - Regierungschef: Reichskanzler Bernhard von Bülow (1900–1909)
  - Anhalt
    - Staatsoberhaupt: Herzog Friedrich I. (1871–1904)
    - Regierungschef: Staatsminister Johann von Dallwitz (1903–1909)

  - Baden
    - Staatsoberhaupt: Großherzog Friedrich I. (1856–1907) (1852–1856 Regent)
    - Regierungschef: Staatsminister Arthur von Brauer (1901–1905)

  - Bayern
    - Staatsoberhaupt: König Otto I. (1886–1913)
      - Regent: Prinzregent Luitpold (1886–1912)

    - Regierungschef:
      - Vorsitzender im Ministerrat Friedrich Krafft von Crailsheim (1890–1. Mai 1903)
      - Vorsitzender im Ministerrat Clemens Freiherr von Podewils-Dürniz (1. Mai 1903–1912)

  - Braunschweig
    - Staatsoberhaupt: Regent Prinz Albrecht von Preußen (1885–1906)
    - Regierungschef: Staatsminister Albert von Otto (1889–1911) (1906–1907 Vorsitzender des Regentschaftsrates)

  - Bremen
    - Präsident des Senats: Alfred Dominicus Pauli (1891, 1893, 1896, 1898, 1903, 1905, 1908, 1910)

  - Reichsland Elsaß-Lothringen
    - Kaiserlicher Statthalter: Hermann Fürst zu Hohenlohe-Langenburg (1894–1907)
    - Staatssekretär des Ministeriums für Elsaß-Lothringen: Ernst von Köller (1901–1908)

  - Hamburg
    - Erster Bürgermeister: Johann Heinrich Burchard (1903, 1906, 1908–1909, 1912)

  - Hessen
    - Staatsoberhaupt: Großherzog Ernst Ludwig (1892–1918)
    - Regierungschef: Präsident des Gesamtministeriums Carl Rothe (1898–1906)

  - Lippe
    - Staatsoberhaupt: Fürst Alexander (1895–1905)
      - Regent: Ernst Graf zur Lippe-Biesterfeld (1897–1904)

    - Regierungschef: Staatsminister Max von Gevekot (1900–1912)

  - Lübeck
    - Bürgermeister: Heinrich Klug (1899–1900, 1. Januar 1903–1904)

  - Mecklenburg-Schwerin
    - Staatsoberhaupt: Großherzog Friedrich Franz IV. (1897–1918)
    - Regierungschef: Präsident des Staatsministeriums Carl von Bassewitz-Levetzow (1901–1914)

  - Mecklenburg-Strelitz
    - Staatsoberhaupt: Großherzog Friedrich Wilhelm (1860–1904)
    - Regierungschef: Staatsminister Friedrich von Dewitz (1885–1907)

  - Oldenburg
    - Staatsoberhaupt: Großherzog Friedrich August II. (1900–1918)
      - Regierungschef: Staatsminister Wilhelm Friedrich Willich (1900–1908)

  - Preußen
    - Staatsoberhaupt: König Wilhelm II. (1888–1918)
    - Regierungschef: Ministerpräsident Bernhard von Bülow (1900–1909)

  - Reuß älterer Linie
    - Staatsoberhaupt: Fürst Heinrich XXIV. (1902–1918)
      - Regent: Heinrich XIV. (Reuß jüngere Linie) (1902–1908)

    - Regierungschef: Regierungs- und Konsistorialsekretär Ernst August von Meding (1901–1918)

  - Reuß jüngerer Linie
    - Staatsoberhaupt: Fürst Heinrich XIV. (1867–1913)
    - Regierungschef: Staatsminister Karl Franz Ernst von Hinüber (1902–1918)

  - Sachsen
    - Staatsoberhaupt: König Georg (1902–1904)
    - Regierungschef: Vorsitzender des Gesamtministeriums Karl Georg Levin von Metzsch-Reichenbach (1901–1906)

  - Sachsen-Altenburg
    - Staatsoberhaupt: Herzog Ernst I. (1853–1908)
    - Regierungschef: Staatsminister Georg von Helldorff (1891–1904)

  - Sachsen-Coburg und Gotha
    - Staatsoberhaupt:
      - Herzog Carl Eduard (1900–1918) (bis 1905 unter Vormundschaft)
        - Regent: Ernst II. Fürst zu Hohenlohe-Langenburg (1900–1905)

    - Regierungschef: Staatsminister Otto von Hentig (1900–1905)

  - Sachsen-Meiningen
    - Staatsoberhaupt: Herzog Georg II. (1866–1914)
    - Regierungschef: Leiter des Landesministeriums Friedrich von Heim Rudolf von Ziller (1902–1912)

  - Sachsen-Weimar-Eisenach
    - Staatsoberhaupt: Großherzog Wilhelm Ernst (Sachsen-Weimar-Eisenach) (1901–1918)

  - Schaumburg-Lippe
    - Staatsoberhaupt: Fürst Georg (1893–1911)
    - Regierungschef: Staatsminister Friedrich von Feilitzsch (1898–1918)

  - Schwarzburg-Rudolstadt
    - Staatsoberhaupt: Fürst Günther Victor (1890–1918)
    - Regierungschef:
    - Staatsminister Wilhelm Friedrich von Starck (1888–1. April 1903)
    - Staatsminister Franz Freiherr von der Recke (1. April 1903–1918)

  - Schwarzburg-Sondershausen
    - Staatsoberhaupt: Fürst Karl Günther (1880–1909)

  - Waldeck und Pyrmont (seit 1968 durch Preußen verwaltet)
    - Staatsoberhaupt: Fürst Friedrich (1893–1918)
    - Regierungschef: Preußischer Landesdirektor Johannes von Saldern (1886–1907)

  - Württemberg
    - Staatsoberhaupt: König Wilhelm II. (1891–1918)
    - Regierungschef: Präsident des Staatsministeriums Wilhelm August von Breitling (1901–1906)

- Finnland (1809–1917 autonomes Großfürstentum des Russischen Kaiserreichs)
  - Staatsoberhaupt: Großfürst Nikolaus II. (1894–1917)
    - Generalgouverneur: Nikolai Iwanowitsch Bobrikow (1898–1904)

- Frankreich
  - Staatsoberhaupt: Präsident Émile Loubet (1899–1906)
  - Regierungschef: Präsident des Ministerrats Émile Combes (1902–1905)

- Griechenland
  - Staatsoberhaupt: König Georg I. (1863–1913)
  - Regierungschef:
    - Ministerpräsident Theodoros Deligiannis (1858–1886, 1890–1892, 1895–1897, 1902–27. Juni 1903, 1904–1905)
    - Ministerpräsident Georgios Theotokis (1899–1901, 27. Juni 1903–11. Juli 1903, 1903–1904, 1905–1909)
    - Ministerpräsident Dimitrios Rallis (1897, 11. Juli 1903–19. Dezember 1903, 1905, 1909, 1920–1921)
    - Ministerpräsident Georgios Theotokis (1899–1901, 1903, 19. Dezember 1903–1904, 1905–1909)

- Italien
  - Staatsoberhaupt:König Viktor Emanuel III. (1900–1946)
  - Regierungschef:
    - Ministerpräsident Giuseppe Zanardelli (1901–3. November 1903)
    - Ministerpräsident Giovanni Giolitti (1892–1893, 3. November 1903–1905, 1906–1909, 1911–1914, 1920–1921)

- Liechtenstein
  - Staats- und Regierungschef: Fürst Johann II. (1858–1929)

- Luxemburg
  - Staatsoberhaupt: Großherzog Adolf I. (1890–1905) (1839–1866 Herzog von Nassau)
    - Regent: Wilhelm (1902–1905) (1905–1912 Großherzog)

  - Regierungschef: Premierminister Paul Eyschen (1888–1915)

- Monaco
  - Staats- und Regierungschef: Fürst Albert I. (1889–1922)

- Montenegro
  - Fürst: Nikola I. Petrović Njegoš (1860–1918) (ab 1910 König)
  - Regierungschef: Ministerpräsident Bozo Petrovic-Njegos (1879–1905)

- Neutral-Moresnet (1830–1915 unter gemeinsamer Verwaltung von Belgien und Preußen)
  - Staatsoberhaupt: König von Belgien Leopold II. (1865–1909)
    - Kommissar: Fernand Bleyfuesz (1889–1915, 1918–1920)

  - Staatsoberhaupt: König von Preußen Wilhelm II. (1888–1918)
    - Kommissar: Alfred Gülcher (1893–1909)

  - Bürgermeister: Hubert Schmetz (1885–1915)

- Niederlande
  - Staatsoberhaupt: Königin Wilhelmina (1890–1948)
  - Regierungschef: Ministerpräsident Abraham Kuyper (1901–1905)

- Norwegen (1814–1905 Personalunion mit Schweden)
  - Staatsoberhaupt: König Oskar II. (1872–1905) (1872–1907 König von Schweden)
  - Regierungschef:
    - Ministerpräsident Otto Albert Blehr (1902–22. Oktober 1903, 1912–1923)
    - Ministerpräsident Francis Hagerup (1895–1898, 22. Oktober 1903–1905)

- Osmanisches Reich
  - Staatsoberhaupt: Sultan Abdülhamid II. (1876–1909)
  - Regierungschef:
    - Großwesir Mehmed Said Pascha (1897–1880, 1880–1882, 1882, 1882–1885, 1895, 1901–14. Januar 1903, 1908, 1911–1912)
    - Großwesir Avlonyalı Mehmet Ferit Pascha (14. Januar 1903–1908)

- Österreich-Ungarn
  - Staatsoberhaupt: Kaiser Franz Joseph I. (1848–1916)
  - Regierungschef von Cisleithanien: Ministerpräsident Ernest von Koerber (1900–1904, 1916)
  - Regierungschef von Transleithanien:
    - Ministerpräsident Kálmán Széll (1899–27. Juni 1903)
    - Ministerpräsident Károly Khuen-Héderváry (27. Juni 1903–3. November 1903, 1910–1912)
    - Ministerpräsident István Tisza Graf von Borosjenő und Szeged (3. November 1903–1905, 1913–1917)

- Portugal
  - Staatsoberhaupt: König Karl I. (1889–1908)
  - Regierungschef: Ministerpräsident Ernesto Rodolfo Hintze Ribeiro (1893–1897, 1900–1904, 1906)

- Rumänien
  - Staatsoberhaupt: König Karl I. (1866–1914) (bis 1881 Fürst)
  - Regierungschef: Ministerpräsident Dimitrie Sturdza (1895–1896, 1897–1899, 1901–1905, 1907–1909)

- Russland
  - Staats- und Regierungschef: Zar Nikolaus II. (1894–1917)

- San Marino
  - Capitani Reggenti:
    - Gemino Gozi (1892–1893, 1899, 1902–1. April 1903) und Giacomo Marcucci (1892–1893, 1899, 1902–1. April 1903, 1909–1910)
    - Federico Gozi (1872–1873, 1879–1880, 1884–1885, 1888–1889, 1892, 1895–1896, 1899–1900, 1. April 1903–1. Oktober 1903) und Nullo Balducci (1. April 1903–1. Oktober 1903)
    - Marino Borbiconi (1894–1895, 1898–1899, 1. Oktober 1903–1904, 1909–1910, 1923–1924) und Francesco Marcucci (1873, 1882, 1890, 1894, 1898–1899, 1. Oktober 1903–1904)

  - Regierungschef: Liste der Außenminister San Marinos Domenico Fattori (1855–1910)

- Schweden (1814–1905 Personalunion mit Norwegen)
  - Staatsoberhaupt: König Oskar II. (1872–1907) (1872–1905 König von Norwegen)
  - Regierungschef: Ministerpräsident Erik Gustaf Boström (1891–1901, 1902–1905)

- Schweiz[1]
  - Bundespräsident: Adolf Deucher (1886, 1897, 1903, 1909)
  - Bundesrat:
    - Adolf Deucher (1883–1912)
    - Josef Zemp (1892–1908)
    - Eduard Müller (1895–1919)
    - Ernst Brenner (1897–1911)
    - Robert Comtesse (1900–1912)
    - Marc-Emile Ruchet (1900–1912)
    - Ludwig Forrer (1. Januar 1903–1917)

- Serbien
  - Staatsoberhaupt:
    - König Alexander I. Obrenović (1889–11. Juni 1903)
    - König Peter I. Karadjordjevic (15. Juni 1903–1918)

  - Regierungschef:
    - Ministerpräsident Dimitrije Cincar-Marković (1902–11. Juni 1903)
    - Ministerpräsident Jovan Đ. Avakumović (1892–1893, 11. Juni 1903–4. Oktober 1903)
    - Ministerpräsident Sava Grujić (1887–1888, 1889–1891, 1893–1894, 4. Oktober 1903–1904, 1906)

- Spanien
  - Staatsoberhaupt: König Alfons XIII. (1886–1941)
  - Regierungschef:
    - Ministerpräsident Francisco Silvela Le Vielleuze (1899–1900, 1902–20. Juli 1903)
    - Ministerpräsident Raimundo Fernández Villaverde (20. Juli 1903–5. Dezember 1903, 1905)
    - Ministerpräsident Antonio Maura Montaner (5. Dezember 1903–1904, 1907–1909, 1918, 1919, 1921–1922)

- Vereinigtes Königreich:
  - Staatsoberhaupt: König Eduard VII. (1901–1910)
  - Regierungschef: Premierminister Arthur Balfour (1902–1905)